# 羅平 (模特兒)
羅平（Mirza Atif Ali Baig，1983年1月20日—），為印度台灣混血兒，五官深邃，為印度皇裔遠房蒙兀兒王朝後代，因而人稱為印度王子。祖先來自於伊朗一帶，成為其姓氏來源，於2009年參加台灣歌唱選秀節目《超級偶像》第三季，並獲得第五名。其特色可說可唱曲風多元及多達五種語言的歌曲。

## 比賽經歷
- 超級星光大道第四屆54強
- 超級偶像第三屆第五名
- 台灣那麼旺明星組一度衛冕五關、二度衛冕二關
- 連闖100關《百關歌王》

## MV演出
- 2007年-左光平《10》
- 2020年-TVBS防疫多點愛 微笑的力量

## 電影
- 2012年《痞子英雄首部曲：全面開戰》飾 潘達瓦｜合作演員：趙又廷
- 2013年《我不窮，我只是沒錢》飾 班長｜合作演員：黃文星

## 電視劇
- 2011年-台視、三立都會台《小資女孩向前衝》飾 麥可
- 2012年-台視、衛視中文台《花是愛》飾艾雷迪
- 2013年-三立都會台、東森綜合台《兩個爸爸》飾 Chris王
- 2013年-台視、八大綜合台《愛的生存之道》飾 電視劇男主角（特別客串）
- 2013年-衛視中文台《幸福街第3號出口》飾 林總經理
- 2014年-樂視網《天后之征》飾 羅平
- 2015年-中視、東森綜合台 《必娶女人》飾 蔡環真的前男友
- 2018年-台視、TVBS歡樂台、中天《女兵日記》飾 宋志強
- 2018年-台視、TVBS歡樂台《女兵日記女力報到》飾 宋志強
- 2019年-台視、新傳媒、八大《你那邊怎樣·我這邊OK》飾 馬東寶
- 2019年-TVBS歡樂台、中視《女力報到－小資女上班記》飾 宋志強
- 2020年-TVBS歡樂台、中視《女力報到－愛神出任務》飾 宋志強
- 2020年-TVBS歡樂台、中視《女力報到－最佳拍檔》飾 宋志強
- 2020年-TVBS歡樂台《女力報到－正好愛上你》飾 宋志強
- 2020年-TVBS歡樂台《女力報到－最美的約定》飾 宋志強
- 2020年-TVBS歡樂台《女力報到－好運到》飾 宋志強
- 2021年-TVBS歡樂台《女力報到－好運到》飾 宋志強
- 2021年-TVBS歡樂台《女力報到－愛情公寓》飾 宋志強
- 2021年-TVBS歡樂台《女力報到－男人止步》飾 宋志強
- 2021年-TVBS歡樂台 《女力報到－男人止步2》飾 宋志強
- 2021年-TVBS歡樂台 《女力報到－愛的故事》飾 宋志強/高天藍
- 2022年-9月 中視、中天娛樂台 《台灣X檔案》飾 李威
- 2025年-《台灣X檔案》

## 主持作品
- 亞洲旅遊台型男闖世界，介紹國家-印尼（爪哇島）日惹自治區、寮國、菲律賓（錫亞高島）、衣索比亞
- 亞洲旅遊台-型男闖世界2（第二季），介紹國家-拉托維亞、立陶宛、愛沙尼亞、斯里蘭卡、馬爾地夫、澳大利亞 、新加坡、澳門
- 東森綜合台/ 海峽衛視 味解之謎
- 亞洲旅遊台- 放膽去旅行
- 亞洲旅遊台- 與海島的約定，介紹島嶼–金門
- 原民台-ila行動廚房

```
      ila跟著土地學做飯
```

別讓身體不開心-天菜主廚

## 綜藝節目
- 2022年 TVBS歡樂台台視 來吧！營業中 客人

## 演唱會
- 2009年11月13 西門町大河岸留言個人演唱會
- 君悅大飯店 ZIGA ZAGA 10月13 超偶五強演唱會

## 外部連結
- 羅平Atif Baig的Facebook專頁
- 羅平 Atif Baig的Instagram帳戶.
- 羅平--AtifBaig的新浪微博

| 前任： babyface | 超級偶像第五名 2009年2月7日-2009年10月31日 | 繼任： 金實基 |